# Лиске, Казимир
Казимир (Кэз) Лиске (англ. Kent Cazimir Liske; 8 февраля 1982, Денвер — 24 апреля 2017, Москва) — американский актёр, режиссёр театра «Практика».

## Биография
Родился 8 февраля 1982 года в Денвере (США); окончил Дартмутский колледж по специальности «Режиссура и сценография». В 2009 году также окончил школу-студию МХАТ (мастерская Константина Райкина). В России работал в театре «Практика», снимался в фильмах «Иван Грозный», «Столица греха», «Уходящая натура», «Движение вверх», а также в сериалах «Интерны» и «Игрок».
Лиске также являлся режиссёром театрального центра «Практика»: в репертуаре театра есть два спектакля в его постановке — «Black & Simpson» и «Сахар» (совместно с Иваном Вырыпаевым). Кроме того, в «Практике» он выступал в роли композитора — Казимир Лиске написал музыку к спектаклям «Сахар» и «Невыносимо долгие объятия».
Скончался в московской больнице (ГКБ № 13) после падения из окна детской комнаты на пятом этаже собственной квартиры на улице Восточной. Предсмертной записки он не оставил.
По данным газеты «Московский комсомолец», эксперты позже нашли у него в крови наркотическое вещество — по некоторым сведениям, марихуану. С этой версией категорически не согласился художественный руководитель театра «Практика» Иван Вырыпаев, который полагает, что «причиной падения [Лиске] из окна был не суицид, как и не наркотики».

## Семья
Казимир Лиске был женат на Полине Гришиной; в семье один ребёнок — сын Оливер (род. 21 декабря 2015).

## Произведения
- Ivan Viripaev. Illusions / translated by Cazimir Liske. — Faber & Faber, 2012. — 64 с. — ISBN 9780571295333.[15]